# Matthias Ellmauer
Matthias Ellmauer (* 7. Juni 1946 in Wels) ist ein österreichischer Politiker (ÖVP) und ehemaliger Abgeordneter zum Österreichischen Nationalrat.

## Ausbildung und Beruf
Matthias Ellmauer besuchte zwischen 1952 und 1961 die Pflichtschule und absolvierte im Anschluss zwischen 1961 und 1967 die Försterausbildung mit Staatsprüfung. Zwischen 1977 und 1978 besuchte er die Raiffeisenakademie in Wien, von 1968 bis 1969 leistete er den Präsenzdienst ab.
Ellmauer war ab 1969 Bankangestellter bei der Oberösterreichischen Volkskreditbank Linz und wurde 1973 Geschäftsführer der Raiffeisenbank Traunkirchen. Ab 1990 war er Direktor der Raiffeisenbank Traunsee-West, der Titel wurde ihm vom Raiffeisenverband Oberösterreich verliehen. Er wurde 1992 Geschäftsleiter der Raiffeisenbank Traunsee-West und war ab 1995 karenziert.

## Politik
Matthias Ellmauer war ab 1973 Gemeinderat von Traunkirchen und zwischen 1987 und 2002 Bürgermeister der Gemeinde. Er war Obmann-Stellvertreter der ÖAAB-Betriebsgruppe der Volkskreditbank und zwischen 1974 und 1983 Ortsgruppenobmann des ÖAAB Traunkirchen. 1984 wurde er zum Ortsgruppenobmann des Wirtschaftsbundes Traunkirchen gewählt, 1991 zum Bezirksparteiobmann der ÖVP Gmunden. Ab 1994 war Ellmauer zudem Mitglied des Bundesvorstandes des Österreichischen Gemeindebundes.
Ellmauer war zwischen dem 12. Februar 1993 und dem 12. März 1995 Abgeordneter zum Bundesrat. Er wurde am 13. März 1995 in den Nationalrat gewählt und gehörte diesem bis zum 29. Oktober 2006 an.

## Auszeichnungen
- 2003: Großes Goldenes Ehrenzeichen für Verdienste um die Republik Österreich[1]
- 2007: Goldenes Ehrenzeichen des Landes Oberösterreich[2]